# بنزیل کلروفرمات
بنزیل کلروفرمات (انگلیسی: Benzyl chloroformate) بنزیل استر کلروفرمیک اسید است که به شکل مایعی روغن مانند از زرد کم رنگ تا بی رنگ است.